# هيلدسبورغ (كاليفورنيا)
هيلدسبورغ (بالإنجليزية: Healdsburg)‏ هي إحدى مدن مقاطعة سونوما، كاليفورنيا. تم إعطاءها لقب مدينة في 20 فبراير، 1867.

## المناخ
يظهر الجدول التالي التغييرات المناخية على مدار السنة لهيلدسبورغ:
| البيانات المناخية لـهيلدسبورغ     | البيانات المناخية لـهيلدسبورغ | البيانات المناخية لـهيلدسبورغ | البيانات المناخية لـهيلدسبورغ | البيانات المناخية لـهيلدسبورغ | البيانات المناخية لـهيلدسبورغ | البيانات المناخية لـهيلدسبورغ | البيانات المناخية لـهيلدسبورغ | البيانات المناخية لـهيلدسبورغ | البيانات المناخية لـهيلدسبورغ | البيانات المناخية لـهيلدسبورغ | البيانات المناخية لـهيلدسبورغ | البيانات المناخية لـهيلدسبورغ | البيانات المناخية لـهيلدسبورغ |
| الشهر                             | يناير                         | فبراير                        | مارس                          | أبريل                         | مايو                          | يونيو                         | يوليو                         | أغسطس                         | سبتمبر                        | أكتوبر                        | نوفمبر                        | ديسمبر                        | المعدل السنوي                 |
| --------------------------------- | ----------------------------- | ----------------------------- | ----------------------------- | ----------------------------- | ----------------------------- | ----------------------------- | ----------------------------- | ----------------------------- | ----------------------------- | ----------------------------- | ----------------------------- | ----------------------------- | ----------------------------- |
| متوسط درجة الحرارة الكبرى °م (°ف) | 14 (57)                       | 17 (63)                       | 19 (67)                       | 22 (72)                       | 26 (78)                       | 29 (85)                       | 32 (89)                       | 31 (88)                       | 30 (86)                       | 26 (78)                       | 19 (66)                       | 14 (58)                       | 23 (74)                       |
| متوسط درجة الحرارة الصغرى °م (°ف) | 3 (38)                        | 4 (40)                        | 6 (42)                        | 7 (44)                        | 9 (48)                        | 11 (51)                       | 11 (52)                       | 11 (52)                       | 10 (50)                       | 8 (47)                        | 6 (42)                        | 3 (38)                        | 7 (45)                        |
| الهطول مم (إنش)                   | 240 (9.4)                     | 190 (7.3)                     | 140 (5.4)                     | 64 (2.5)                      | 28 (1.1)                      | 7.6 (0.3)                     | 0 (0)                         | 2.5 (0.1)                     | 10 (0.4)                      | 53 (2.1)                      | 130 (5.1)                     | 190 (7.6)                     | 1٬050 (41.3)                  |
| المصدر: Weatherbase               |                               |                               |                               |                               |                               |                               |                               |                               |                               |                               |                               |                               |                               |

## أعلام
- أريانة ريتشاردز
- هازل هوتشكيس وايتمان
- رالف روز
- جورج إيد باتلر
- ماري إلين بامفورد